# Notre-Dame de la Almudena

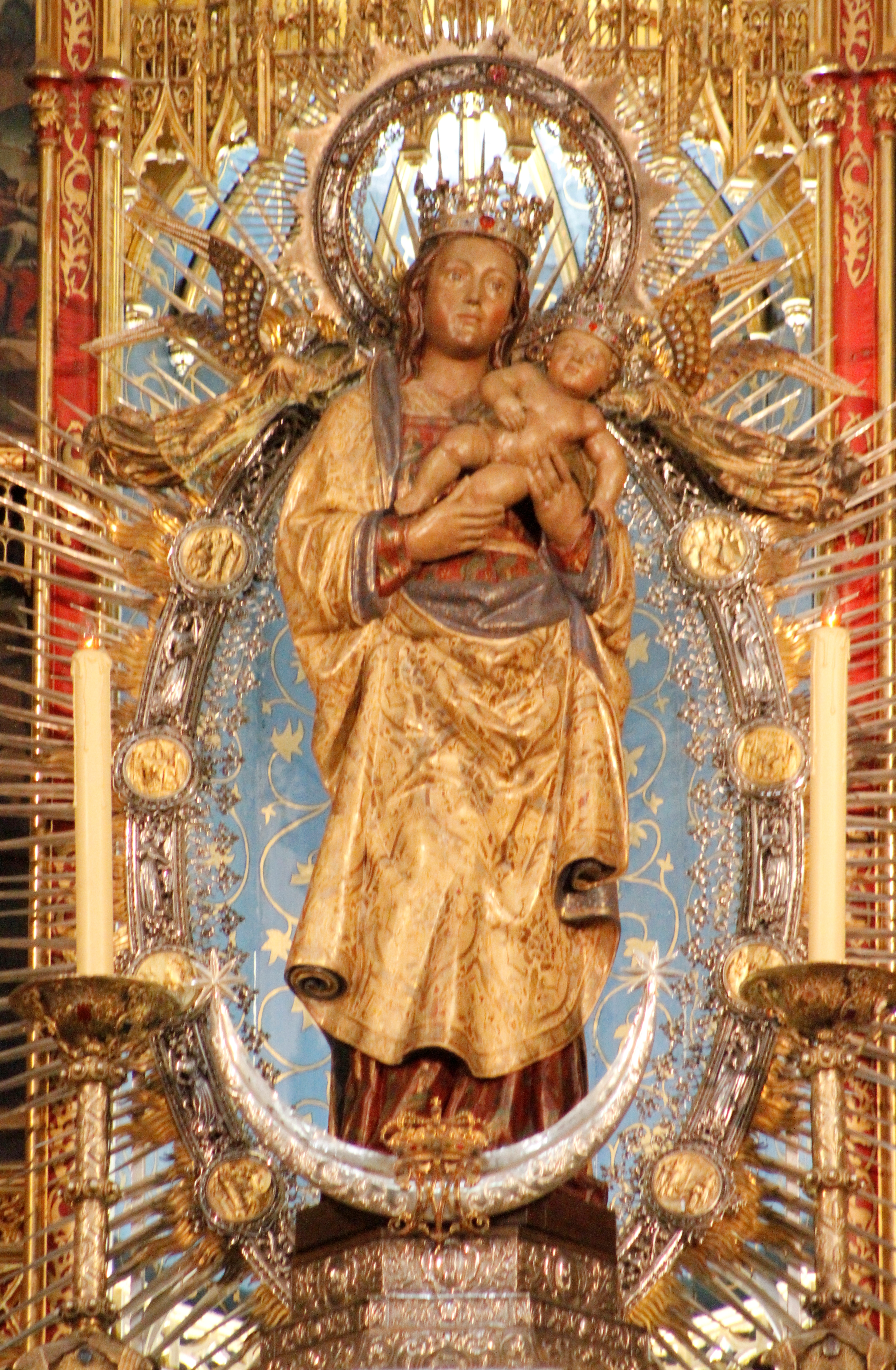
Notre-Dame de La Almudena

Notre-Dame de la Almudena est un vocable de la Vierge Marie d'une statue se trouvant dans la cathédrale de l'Almudena de Madrid. Elle est la patronne de Madrid et de l'archidiocèse de Madrid. La fête de cette dévotion est célébrée le 9 novembre.

## Histoire

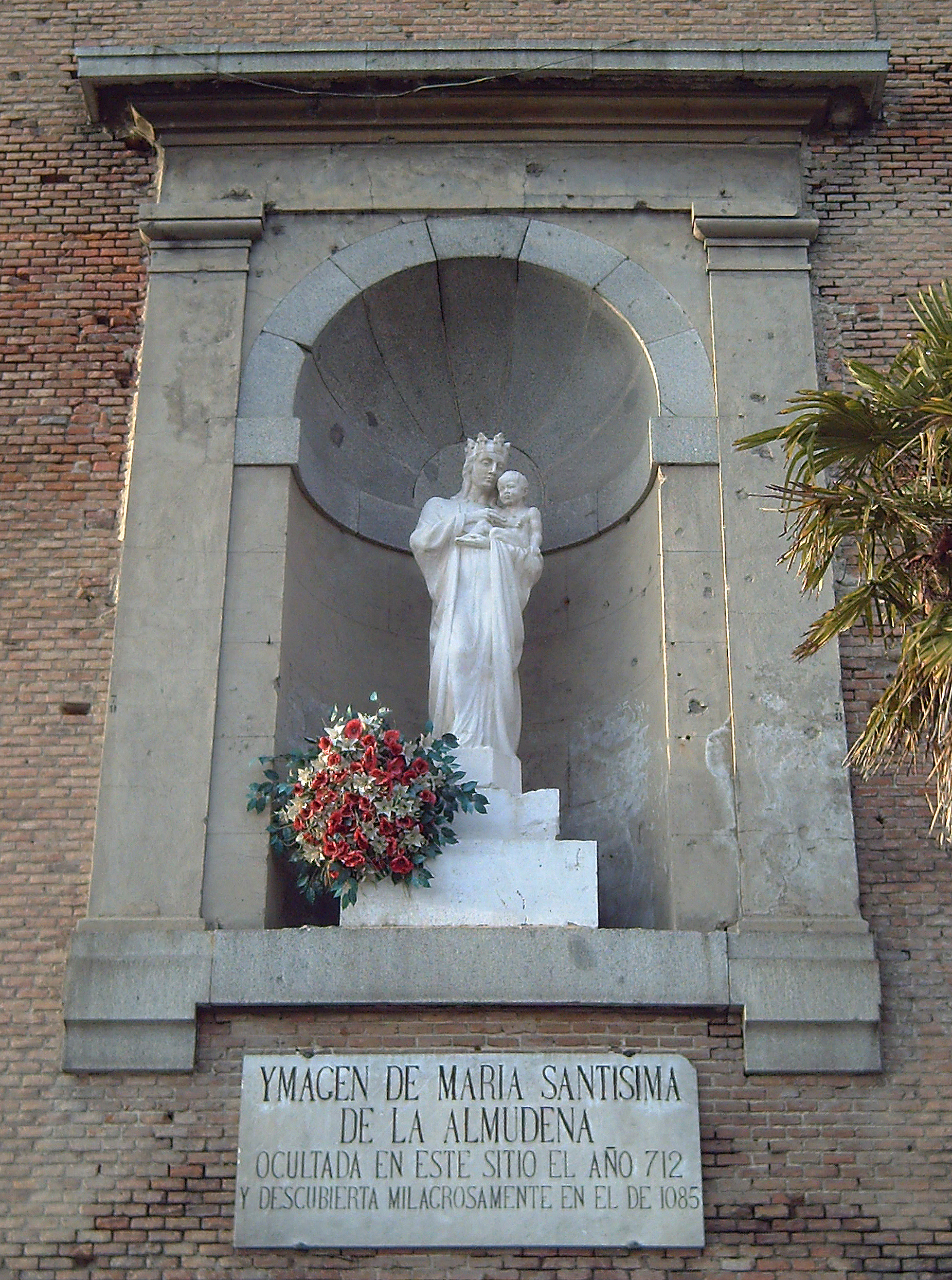
Chapelle du lieu où la statue aurait été trouvé. Traduction de la plaque :Image de la Très Sainte Vierge de Almudena cachée en ce lieu en 712 et découverte miraculeusement en 1085.

Le titre est d'origine arabe et était traditionnellement considéré comme venant du mot « al-Mudy » (almudín : stock de céréales) mais arabisants et historiens spécialisés conviennent maintenant que le nom vient du mot « al-Mudayna », l'ancienne enceinte militaire sur la colline où se situe aujourd'hui la cathédrale et le palais royal de Madrid.
En dépit de l'absence de données précises sur l'ancienneté de la statue comme de son culte, il existe des documents qui indiquent qu'au moins trois siècles avant d'être trouvée, elle fut cachée par décret de l'archevêque Raymond de Sauvetat. Cependant, il semble que ces documents ont été établis après la conquête chrétienne de la ville afin de soutenir sa légitimité.
Il y a plusieurs traditions sur l'origine de l'image et de son nom. La première, la plus connue, raconte qu'en 712, avant une supposée prise de Madrid par les Arabes, les habitants de la ville dissimulent une image de la Vierge dans la muraille pour la soustraire à la vue des Arabes. Avec la reconquête de la ville, au XIe siècle par le roi Alphonse VI de León, on cherche l'image. En 1085, après des jours de prières, une procession passe près de la puerta de la Vega (es) et un fragment de mur de l'une des tours tombe, montrant l'image restée intacte ainsi que les deux cierges avec lesquels elle avait été emmurée, toujours allumés malgré les siècles passés. Ce type de légendes prolifèrent au XIIIe siècle par des auteurs comme Rodrigo Jiménez de Rada pour renforcer, entre autres, l'idée d'une profonde tradition chrétienne à l'arrivée des musulmans. 
Il semble plus probable que l'image primitive ait été sculptée à la fin du Moyen Age au cours de la repopulation chrétienne de la ville, pour être placée sur l'autel de l'ancienne mosquée.

## Image
L'image qui se conserve actuellement dans la cathédrale de Madrid est de style gothique tardif, certainement réalisée entre le XVe et le XVIe siècle. Elle représente Marie comme reine avec une riche tunique rouge brodée et un manteau bleu couvrant ses épaules et tombant en plis tubulaires devant elle. Elle tient l'enfant Jésus nu, avec les deux mains. Elle est en bois doré et polychrome, attribuée au cercle de Sebastián de Almonacid ou Copín de Hollande (es), deux sculpteurs actifs à Tolède à la fin du XVe siècle.
L'image de la Vierge repose sur un trône d'argent de style baroque qui est donné par la ville de Madrid en 1640 sous le règne de Philippe IV, des deux côtés de la statue, deux grands chandeliers, également d'argent et de la même période. La sculpture de la Vierge est dans le transept droit de la cathédrale encadrée par un retable gothique du XIVe siècle réalisé par Juan de Borgoña et donné par le cardinal Ángel Suquía Goicoechea. Le retable, placé en hauteur, est accessible par un escalier où se trouve la chapelle funéraire de la reine Mercedes d'Orléans, épouse d'Alphonse XII et grande dévote de la Vierge.